# Joe Maggard
Joseph "Joe" Maggard est un acteur américain né le 8 décembre 1955 à Lynch, Kentucky (États-Unis).